# 33458 Fialkow
33458 Fialkow è un asteroide della fascia principale. Scoperto nel 1999, presenta un'orbita caratterizzata da un semiasse maggiore pari a 2,3183223 UA e da un'eccentricità di 0,0854857, inclinata di 3,39124° rispetto all'eclittica.